# 塞扎讷
塞扎讷（法語：Sézanne，法語發音：[sezan]），法国中北部城市，大东部大区马恩省的一个市镇，隶属于埃佩尔奈区，其市镇面积为22.82平方公里，2022年1月1日时人口数量为4,679人，在法国城市中排名第2,319位。
塞扎讷位于马恩省西南部，大莫兰河左岸的一处谷地内，是一个区域性的中心城市，多条干线公路在此交汇。

## 地名来源
塞扎讷的地名起源尚存在争议，根据法国地名学家阿尔贝·多扎的论述，“Sézanne”最初于公元936年以拉丁语“Sezana”的形式被记载，后者出自拉丁语人名“Setius”。

## 历史

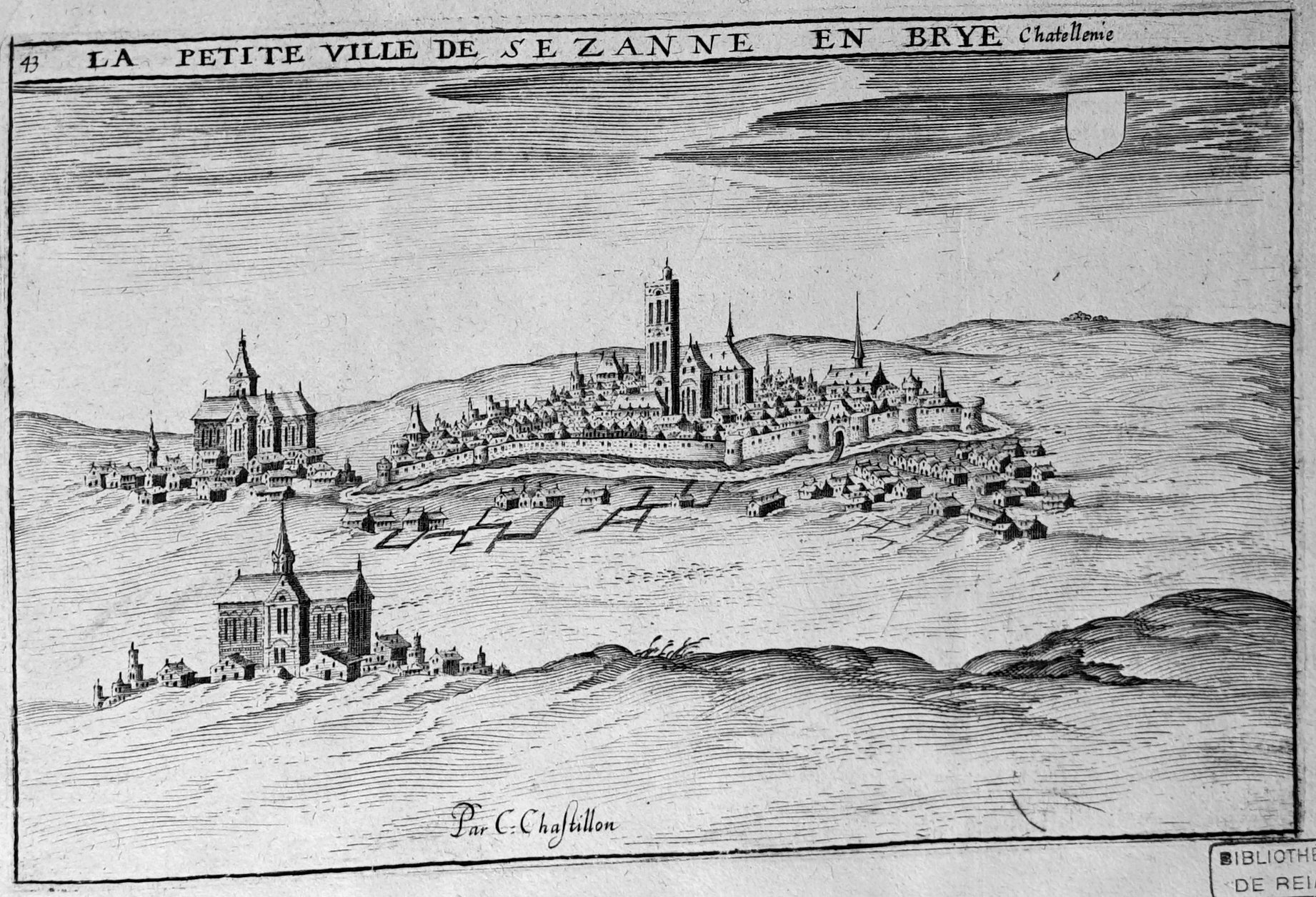
中世纪末的塞扎讷

根据当地官方网站的论述，塞扎讷在新石器时期就已出现人类活动。当地曾发掘出一处古罗马时期的屋舍。中世纪初，塞扎讷多次遭到外敌入侵并逐渐被废弃。公元13世纪时，特奥巴尔多一世在此修建了一处城堡，其附近被开辟为葡萄酒种植园。随着香槟葡萄酒贸易的兴盛，塞扎讷成为香槟地区的一个重要商业集镇。中世纪末，黑死病疫情使得塞扎讷的社会经济遭遇重创。塞扎讷教堂于1592年建成，但后者在1632年5月20日的火灾中被烧毁。18世纪时，连接洛林和巴黎的道路逐渐形成，该道路从塞扎讷通过，玛丽·莱什琴斯卡曾于1725年8月在前往巴黎的途中过夜于塞扎讷。法国大革命后，塞扎讷成为马恩省的一个市镇，并在1793至1801年间为该省的一个地区行署。工业革命期间，塞扎讷市区兴建了多处公共建筑，包括学校、市政厅花园、集市大堂等。19世纪末，多条途径塞扎讷的铁路线陆续建成通车，塞扎讷火车站一度成为重要的铁路枢纽。塞扎讷-圣雷米飞行场于1913年9月建成。1957年1月9日，一辆停靠于塞扎讷的军用列车发生爆炸，致使三名士兵身亡。

## 地理

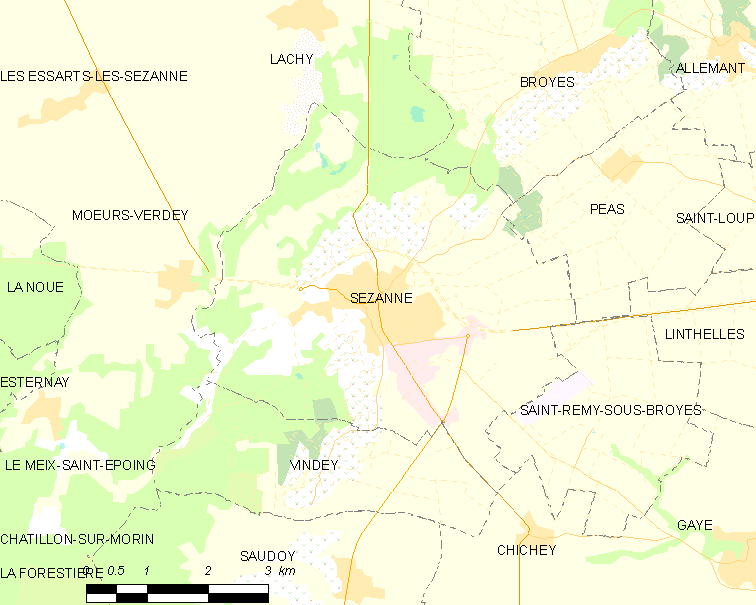
塞扎讷市镇范围地图

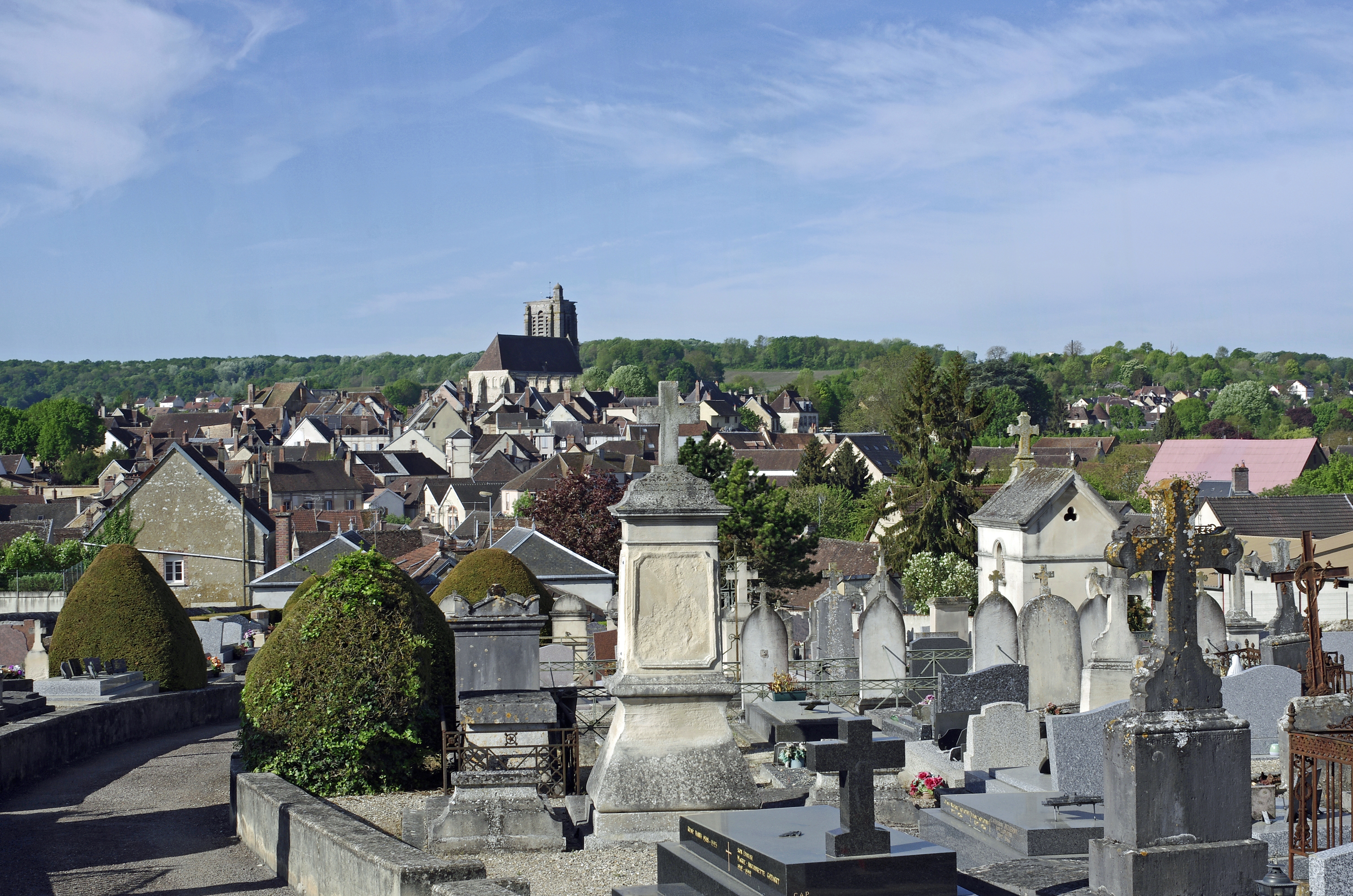
眺望塞扎讷镇中心

塞扎讷位于法国中北部偏东，大东部大区西部和马恩省西南部，距离省会香槟沙隆大约60公里。与塞扎讷接壤的市镇包括：拉希、布鲁瓦、佩阿、默尔-韦尔代、圣雷米苏布鲁瓦、万代和希谢。

### 地形
塞扎讷位于香槟腹地，境内以缓丘为主，市镇中心地势较为平坦，北侧略有起伏，全境海拔在108到214米之间。

### 水文
塞扎讷位于塞纳河流域范围内，大莫兰河自北转西南流经市镇范围西北边界。

### 植被
塞扎讷属于温带阔叶混交林区，市区北部和西南部分别为公园树林（Bois du Parc）和纪尧姆树林（Bois Guillaume）。
在鲜花城市的评比中，塞扎讷暂未被评级。

### 气候
塞扎讷在柯本气候分类法中属于略带有大陆性特征的温带海洋性气候。
距离塞扎讷最近的常年气象站位于埃斯泰尔奈境内，以下为该气象站的数据（其中日照数据取自埃佩尔奈）：
| 埃斯泰尔奈 1981年－2019年             | 埃斯泰尔奈 1981年－2019年 | 埃斯泰尔奈 1981年－2019年 | 埃斯泰尔奈 1981年－2019年 | 埃斯泰尔奈 1981年－2019年 | 埃斯泰尔奈 1981年－2019年 | 埃斯泰尔奈 1981年－2019年 | 埃斯泰尔奈 1981年－2019年 | 埃斯泰尔奈 1981年－2019年 | 埃斯泰尔奈 1981年－2019年 | 埃斯泰尔奈 1981年－2019年 | 埃斯泰尔奈 1981年－2019年 | 埃斯泰尔奈 1981年－2019年 | 埃斯泰尔奈 1981年－2019年 |
| 月份                                  | 1月                       | 2月                       | 3月                       | 4月                       | 5月                       | 6月                       | 7月                       | 8月                       | 9月                       | 10月                      | 11月                      | 12月                      | 全年                      |
| ------------------------------------- | ------------------------- | ------------------------- | ------------------------- | ------------------------- | ------------------------- | ------------------------- | ------------------------- | ------------------------- | ------------------------- | ------------------------- | ------------------------- | ------------------------- | ------------------------- |
| 历史最高温 °C（°F）                   | 16 (61)                   | 21 (70)                   | 26 (79)                   | 31 (88)                   | 34.5 (94.1)               | 38 (100)                  | 39.5 (103.1)              | 40 (104)                  | 34 (93)                   | 30 (86)                   | 23 (73)                   | 18 (64)                   | 40 (104)                  |
| 平均高温 °C（°F）                     | 5.9 (42.6)                | 7.2 (45.0)                | 11.4 (52.5)               | 14.9 (58.8)               | 19.1 (66.4)               | 22.4 (72.3)               | 25.2 (77.4)               | 24.9 (76.8)               | 20.8 (69.4)               | 15.9 (60.6)               | 9.8 (49.6)                | 6.4 (43.5)                | 15.3 (59.5)               |
| 日均气温 °C（°F）                     | 2.8 (37.0)                | 3.4 (38.1)                | 6.5 (43.7)                | 9.1 (48.4)                | 13.2 (55.8)               | 16.2 (61.2)               | 18.5 (65.3)               | 18.2 (64.8)               | 14.8 (58.6)               | 11.2 (52.2)               | 6.3 (43.3)                | 3.6 (38.5)                | 10.3 (50.5)               |
| 平均低温 °C（°F）                     | −0.2 (31.6)               | −0.5 (31.1)               | 1.7 (35.1)                | 3.3 (37.9)                | 7.3 (45.1)                | 10 (50)                   | 11.9 (53.4)               | 11.5 (52.7)               | 8.8 (47.8)                | 6.5 (43.7)                | 2.8 (37.0)                | 0.7 (33.3)                | 5.3 (41.5)                |
| 历史最低温 °C（°F）                   | −23.5 (−10.3)             | −25 (−13)                 | −13 (9)                   | −7.5 (18.5)               | −6 (21)                   | −1 (30)                   | 1 (34)                    | 2.5 (36.5)                | −1.4 (29.5)               | −6.5 (20.3)               | −12 (10)                  | −17 (1)                   | −25 (−13)                 |
| 平均降水量 mm（）                     | 69.7 (2.74)               | 60 (2.4)                  | 62.2 (2.45)               | 59.7 (2.35)               | 65.5 (2.58)               | 56.6 (2.23)               | 63.5 (2.50)               | 56.7 (2.23)               | 61.2 (2.41)               | 77.3 (3.04)               | 67.2 (2.65)               | 82.8 (3.26)               | 782.4 (30.80)             |
| 月均日照時數                          | 89.9                      | 113                       | 182.9                     | 246                       | 275.9                     | 297                       | 319.3                     | 285.2                     | 216                       | 161.2                     | 99                        | 89.9                      | 2,375.3                   |
| 来源：infoclimat.fr、climate-data.org |                           |                           |                           |                           |                           |                           |                           |                           |                           |                           |                           |                           |                           |

## 行政区划
塞扎讷的市镇编号为51535，邮政编号为51120。
在行政管理方面，塞扎讷隶属于法国大东部大区马恩省埃佩尔奈区；在地方选举方面，塞扎讷是塞扎讷-布里和香槟县的中央投票站所在地，其市镇范围全境被划入马恩省第五选区；在社会管理方面，塞扎讷是塞扎讷西南马恩市镇公共社区的组成部分。
截至2023年5月，塞扎讷市镇范围内暂无城市敏感街区及城市政策优先街区。
法国国家统计与经济研究所（简称）在进行数据统计时，将塞扎讷单独设为塞扎讷城市核心区（Unité urbaine de Sézanne），并将包括核心区在内的周边共10个市镇划为塞扎讷城市区（Aire urbaine de Sézanne）。自2020年起，塞扎讷城市区被包含37个市镇的塞扎讷城市辐射区代替。此外，还将塞扎讷市镇分为了2个“块区”（IRIS），以便于统计人口分布情况。

## 交通

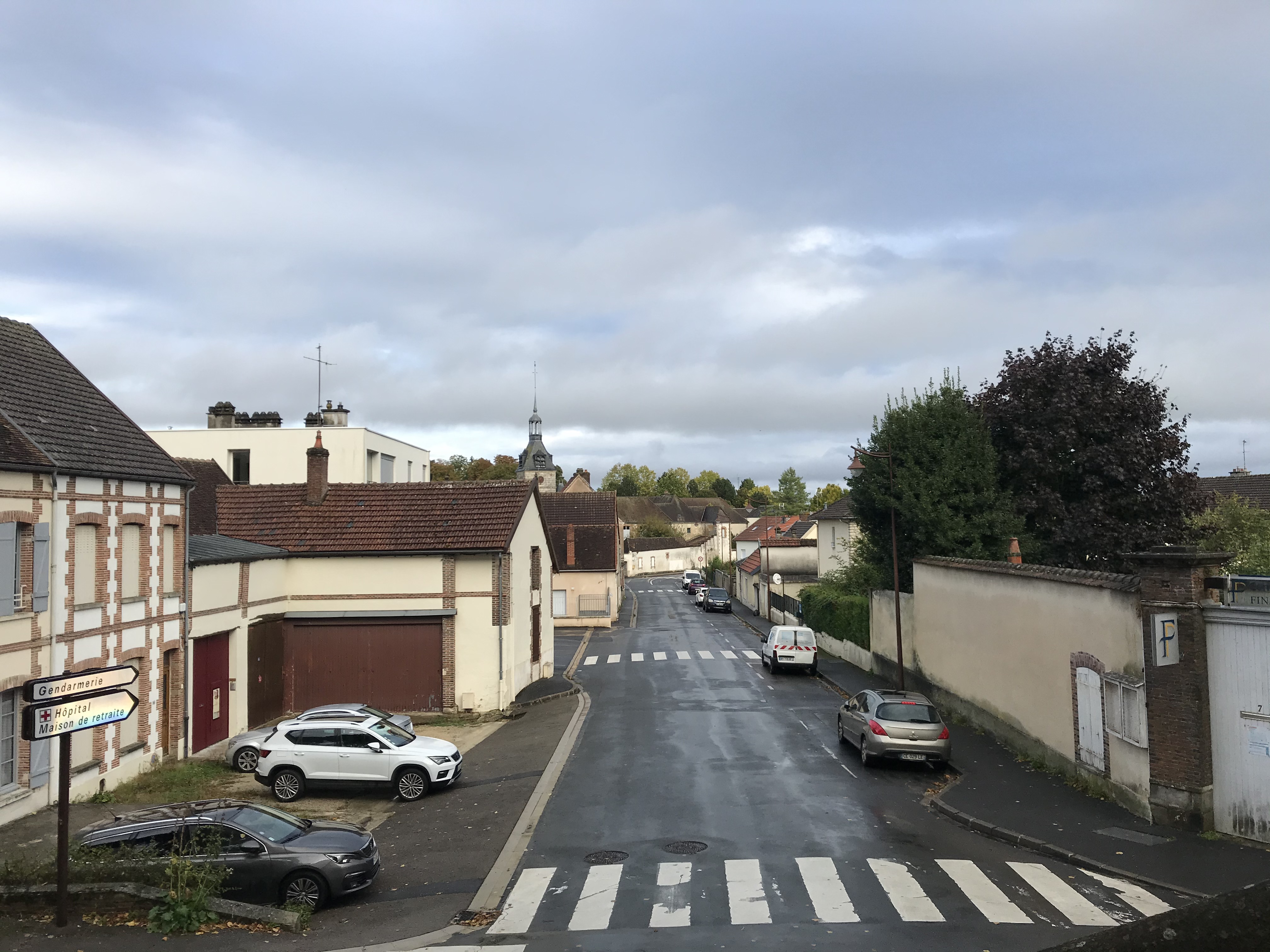
莱科莱街

### 公路
法国国道N4线和多条马恩省省道在塞扎讷境内交汇，大东部大区下属的城际客运提供巴士线路，可前往埃佩尔奈。
| 20 | 54 |

| 20 | 42 |

| 香槟沙隆 | 59 |

| 维特里勒弗朗索瓦 | 69 |

| 蒙米拉伊 | 25 |

| 尚波贝尔 | 20 |

| 塞纳河畔罗米伊 | 25 |

| 昂格吕尔 | 18 |

2019年，66.3%的塞扎讷家庭拥有至少一辆私人汽车。2019年，塞扎讷境内共发生各类交通事故1起，造成1人受伤，其中1人重伤。

### 铁路
塞扎讷位于格雷茨-阿曼维利耶—塞扎讷铁路和瓦里-马勒伊—塞纳河畔罗米伊铁路的交汇处，塞扎讷站自1972年起停止客运服务。
距离塞扎讷最近的运营中的客运铁路车站为26公里外的塞纳河畔罗米伊站，该站停靠往返于巴黎和特鲁瓦之间的区域列车。

### 航空
距离塞扎讷最近的民用航空站为45公里外的巴黎-瓦特里机场。

### 城市公共交通
截至2023年5月，塞扎讷暂无城市公共交通系统。

## 政治

### 市政内阁

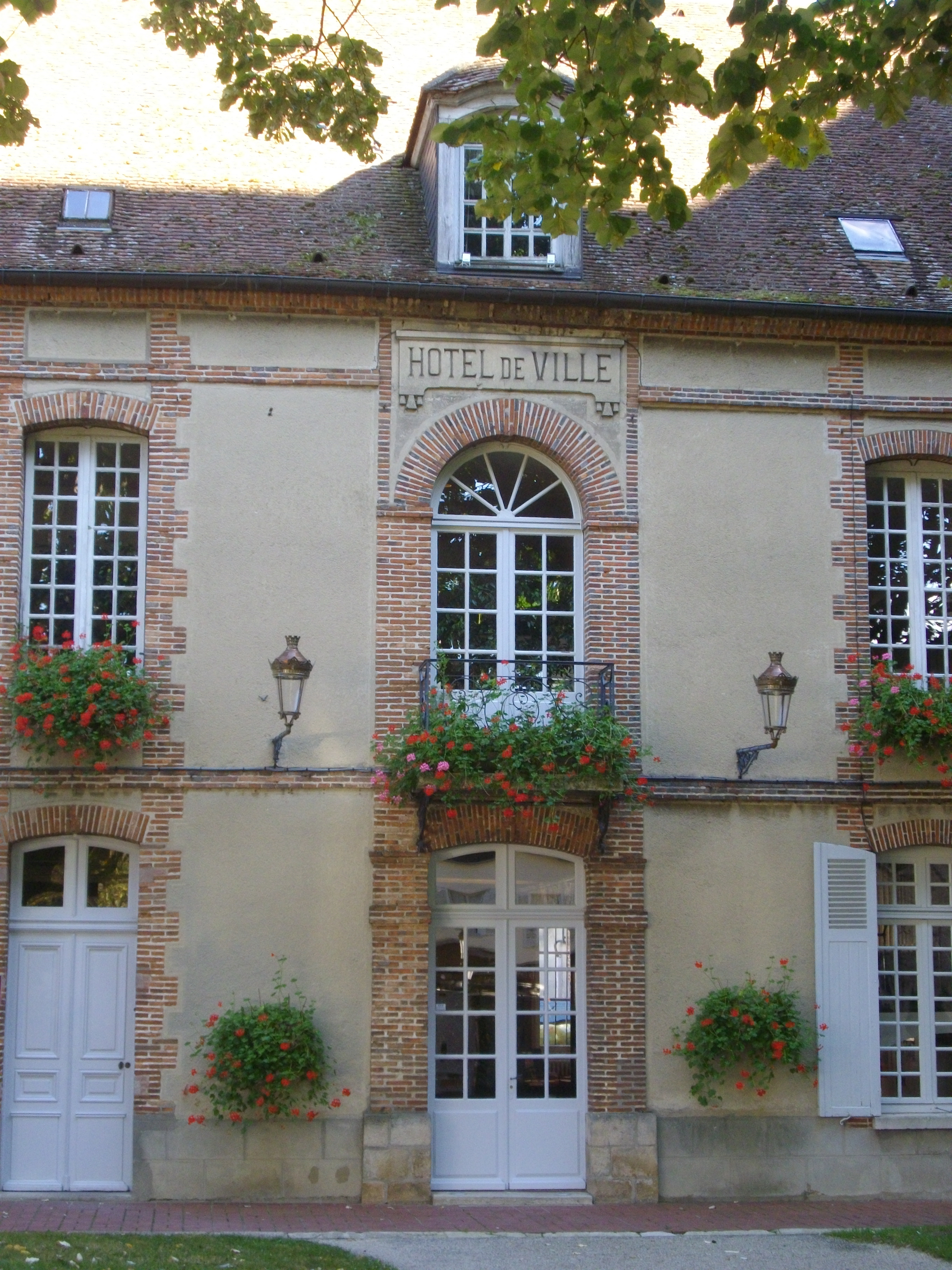
塞扎讷市政厅

塞扎讷的现任市长为萨沙·埃瓦克先生（Sacha HEWAK），他是一名中间派，在2020年的市政选举中获得了52.81%的支持率。
| 塞扎讷历届市长         | 塞扎讷历届市长                  | 塞扎讷历届市长                   |
| 任期                   | 市长                            | 党派                             |
| ---------------------- | ------------------------------- | -------------------------------- |
| （1971年以前资料暂缺） |                                 |                                  |
| 1971年－1977年         | Pierre CAURIER 皮埃尔·科里耶    | CDP进步与民主中心                |
| 1977年－2016年         | Philippe BONNOTTE 菲利普·博诺特 | DVG左翼无党派人士                |
| 2016年－               | Sacha HEWAK 萨沙·埃瓦克         | DVG左翼无党派人士 →DVC混杂中间派 |

### 各级选举
| 塞扎讷历届投票选举结果 | 塞扎讷历届投票选举结果 | 塞扎讷历届投票选举结果 | 塞扎讷历届投票选举结果 | 塞扎讷历届投票选举结果    | 塞扎讷历届投票选举结果 | 塞扎讷历届投票选举结果 | 塞扎讷历届投票选举结果    | 塞扎讷历届投票选举结果 | 塞扎讷历届投票选举结果 |
| 选举项目               | 选举范围               | 选区单位               | 选区单位内的选举结果   | 选区单位内的选举结果      | 选区单位内的选举结果   | 选区单位内的选举结果   | 选区单位内的选举结果      | 选区单位内的选举结果   | 参考资料               |
| 选举项目               | 选举范围               | 选区单位               | 第一轮胜出者           | 第一轮胜出者              | 支持率                 | 第二轮胜出者           | 第二轮胜出者              | 支持率                 | 参考资料               |
| ---------------------- | ---------------------- | ---------------------- | ---------------------- | ------------------------- | ---------------------- | ---------------------- | ------------------------- | ---------------------- | ---------------------- |
| 2017年法國總統選舉     | 法國                   | 市镇                   |                        | 玛丽娜·勒庞               | 29.51%                 |                        | 埃马纽埃尔·马克龙         | 55.65%                 | [ 25 ]                 |
| 2017年法国立法选举     | 马恩省第五选区         | 市镇                   |                        | 夏尔·德库尔松             | 31.85%                 |                        | 夏尔·德库尔松             | 71.23%                 | [ 25 ]                 |
| 2019年欧洲议会选举     | 法國                   | 市镇                   |                        | 若尔丹·巴尔代拉           | 30.79%                 | （不适用）             | （不适用）                | （不适用）             | [ 27 ]                 |
| 2021年法国省级选举     | 马恩省                 | 县                     |                        | 达妮埃尔·贝拉 西里尔·洛朗 | 49.72%                 |                        | 达妮埃尔·贝拉 西里尔·洛朗 | 67.97%                 | [ 28 ]                 |
| 2021年法国省级选举     | 马恩省                 | 市镇                   |                        | 达妮埃尔·贝拉 西里尔·洛朗 | 44.14%                 |                        | 达妮埃尔·贝拉 西里尔·洛朗 | 70.09%                 | [ 28 ]                 |
| 2021年法国大区选举     | 大東部大區             | 市镇                   |                        | 让·罗特纳                 | 36.27%                 |                        | 让·罗特纳                 | 44.04%                 | [ 29 ]                 |
| 2022年法国总统选举     | 法國                   | 市镇                   |                        | 玛丽娜·勒庞               | 33.77%                 |                        | 玛丽娜·勒庞               | 52.34%                 | [ 25 ]                 |
| 2022年法国立法选举     | 马恩省第五选区         | 市镇                   |                        | 夏尔·德库尔松             | 32.65%                 |                        | 夏尔·德库尔松             | 58.57%                 | [ 25 ]                 |

## 人口
2019年，塞扎讷市镇人口数量为4,772，在法国排名第2,319位。其中男性2,194人，女性2,578人，75岁及以上人口占12.4%，外籍人口数量为220人，人口密度为209人/平方公里，当地居民被称为（男性）或（女性）。2020年，塞扎讷境内出生37人，死亡人口103人。
| 塞扎讷1901年－2020年人口变化情况 |
|                                  |
| 数据来源：Cassini、INSEE         |

## 经济

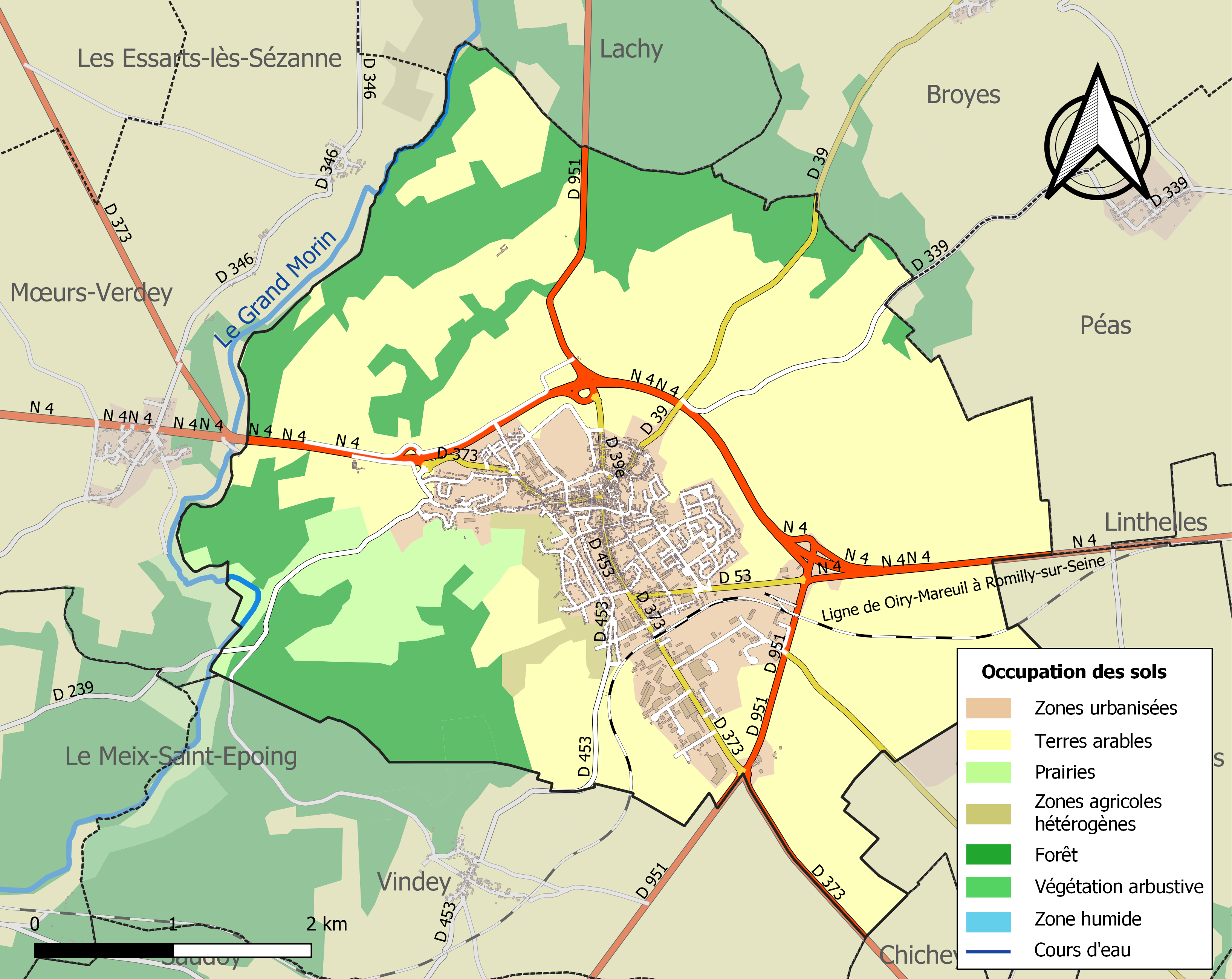
塞扎讷土地利用情况地图

塞扎讷是一个区域性的中心城市。截止2023年5月，塞扎讷市镇范围内共有各类用人单位（包含自雇）798家，平均历史为19年，其中98.71%为中小型企业（PME），2023年3月至5月间，当地的经济活力指数为-0.13%。（预制板生产）、（大型零售）及（金属构件生产）是当地2021年营业额最高的三个企业，分别为108,381,700欧元、65,522,997欧元和25,957,015欧元。

## 财政与居民收入
2021年，塞扎讷的财政收入总额为5,445,210欧元，财政支出总额为5,360,350欧元，当年的债务总额为5,559,300欧元。2021年，塞扎讷市镇通过增值税获得143,210欧元的收入，此外当地还共获得了26,620欧元的国家直接财政补助。
2020年，塞扎讷的人均月收入总额为2,155欧元，其中高级职员为4,242欧元，高于法国平均水平（4,230欧元）；中级职员为2,621欧元，高于法国平均水平（2,411欧元）；普通职员为1,740欧元，与法国平均水平（1,740欧元）持平。
2019年，塞扎讷境内的贫困率为17%，青壮年（15至64岁）失业率为15.3%；当地47.9%的家庭拥有纳税资格，平均纳税2,835欧元，低于法国平均水平（3,910欧元）。

## 社会事务

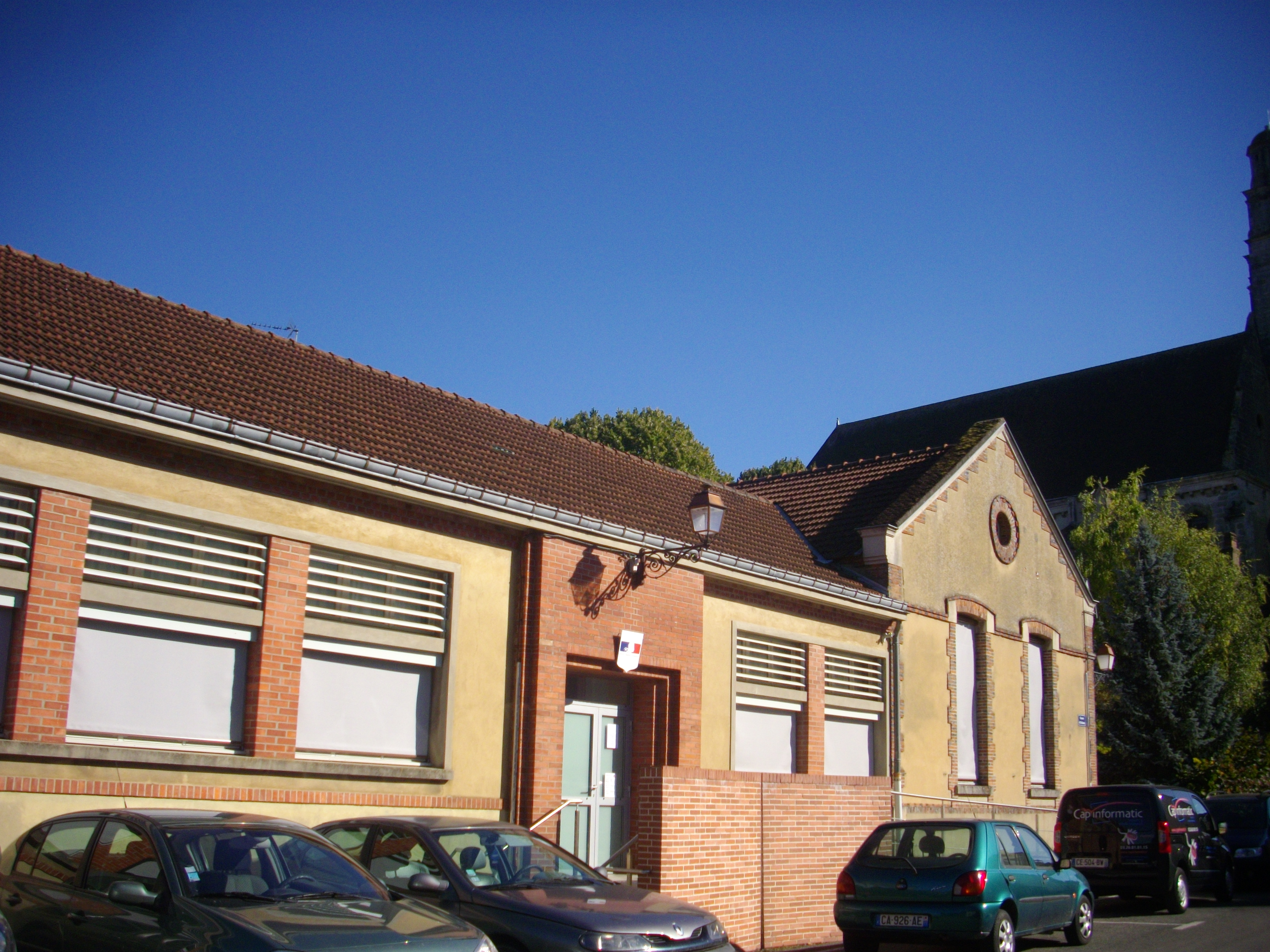
塞扎讷的一所学校

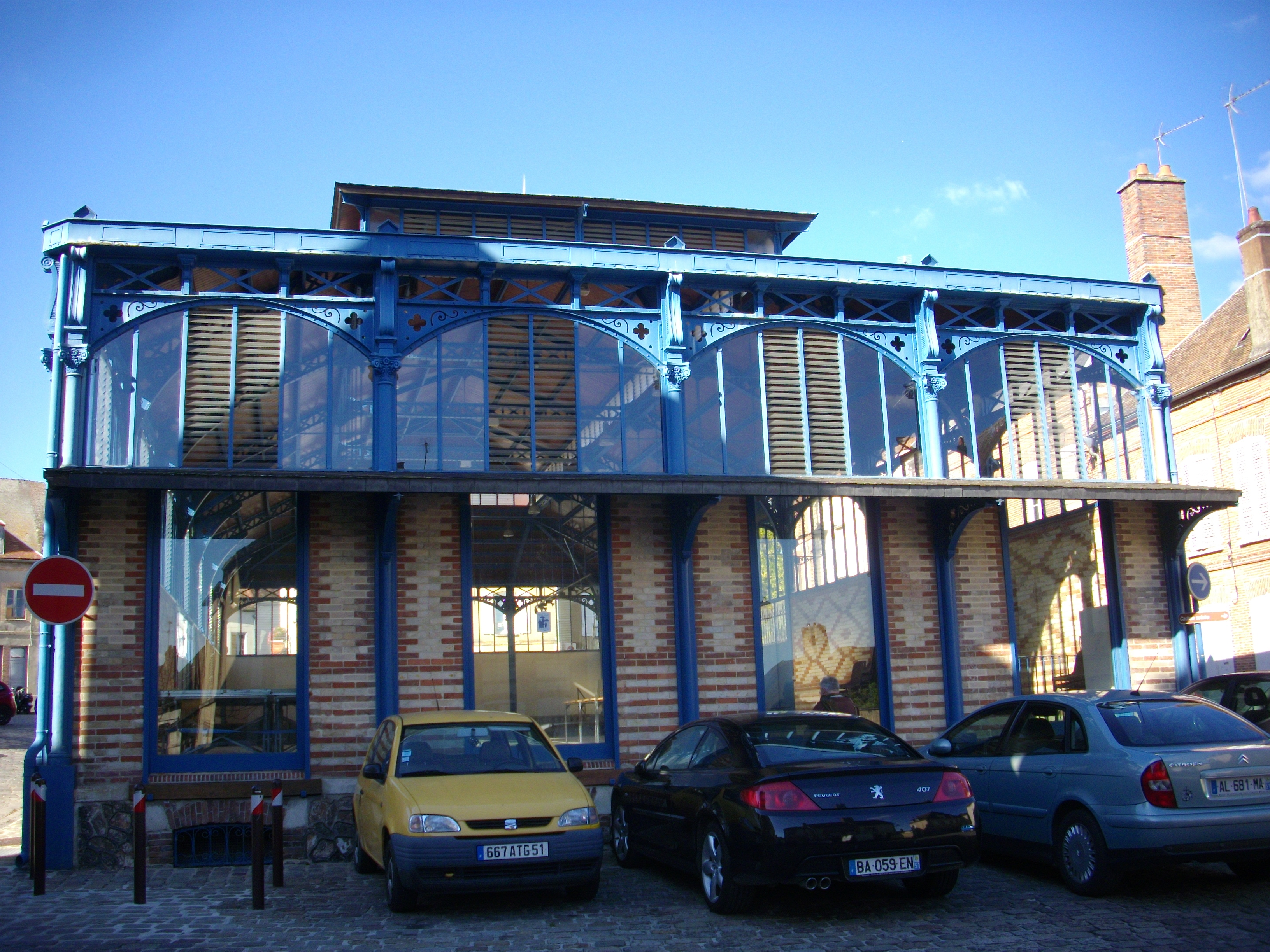
集市大堂

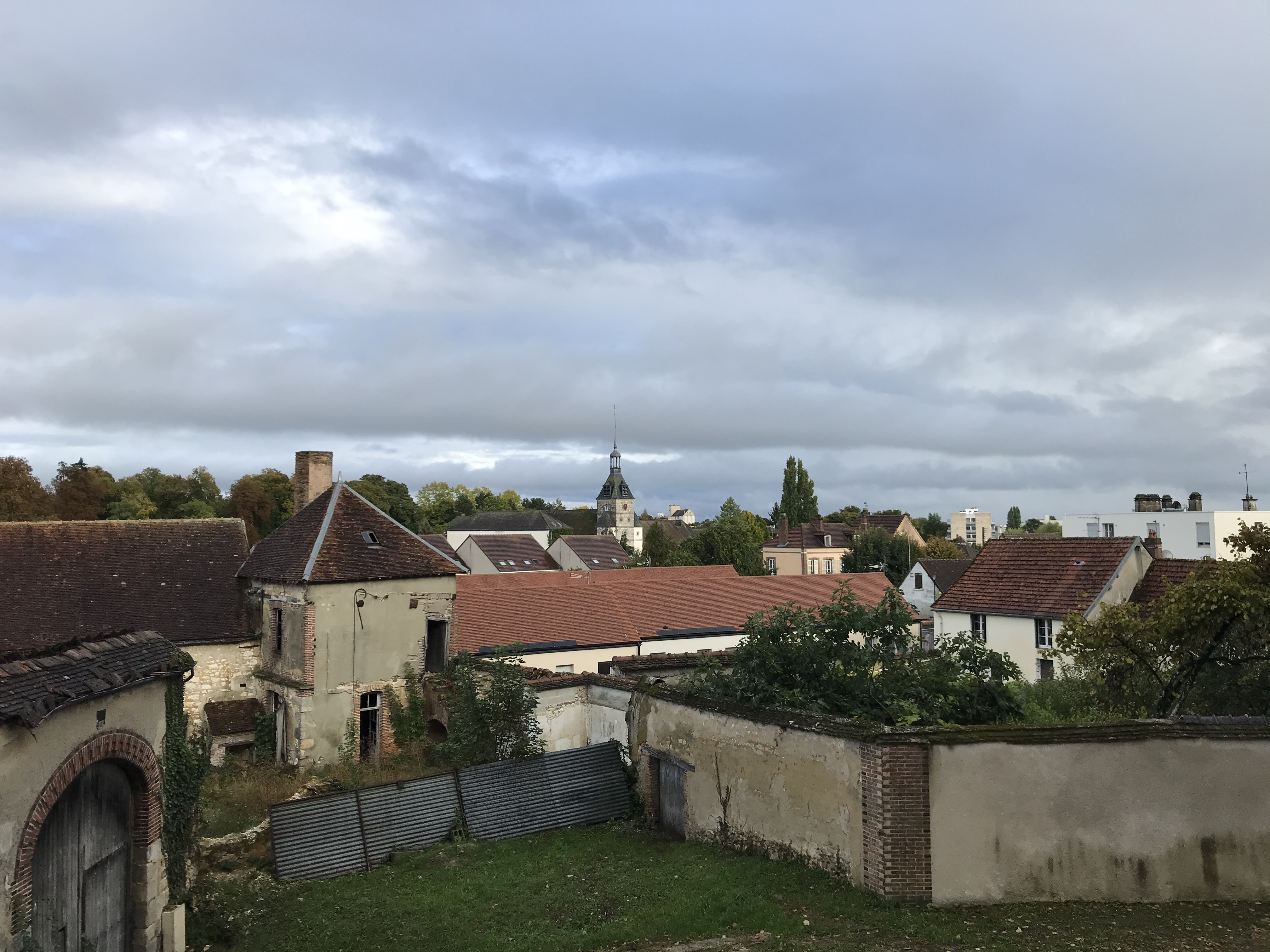
莱福塞努瓦耶斯街区

### 教育
塞扎讷属于兰斯学区。截止2021年1月1日，塞扎讷境内共有3所幼儿园、3所小学、1所初级中学和1所普通高中。2021至2022学年度，塞扎讷境内共有在校中等教育阶段学生1,179名。

### 医疗
截止2021年1月1日，塞扎讷境内共有全科医生8名、保健师5名、牙医7名、护士7名和助产士1名。境内共有药房2家、养老院1家、残疾人帮扶中心1家。
距离塞扎讷最近的区域性医疗机构为“奥布-马恩医疗集团”（Groupement Hospitalier Aube Marne），该机构在塞扎讷市区设有一处含210个床位的病区，后者是当地规模最大的公立综合性医院。

### 住房
2019年，塞扎讷境内共有各类住房2,796套，其中65.5%为独立式居民区，34.3%为集中式居民区。常住房屋占塞扎讷市镇范围内居民建筑总量的81.8%。
在住房保障政策方面，2021年，塞扎讷境内共有544户家庭获得了住房经济补助，受益人数占总人口数量的11.4%，其中534份为房租补助。

### 商业
2021年，塞扎讷境内共有各类实体商铺127家，其中餐厅18家、大型超市3家、杂货店4家、面包房3家、肉铺3家、书店2家、装饰品店4家、银行门店6家、美容美发店12家、汽车维修店9家。市区东南部建有开放式商业街区，有E.Leclerc、Aldi、Action等商场。

### 体育
2021年，塞扎讷境内共有2家游泳池、1间体育馆、1座综合体育场、6处网球场、2处足球或橄榄球场以及1处篮球或排球场。
截至2023年5月，塞扎讷境内共有四家注册足球俱乐部。塞扎讷体育俱乐部（Sporting Club Sézannais，编号560727）是当地的代表性足球队，该队成立于2021年，其主队2022至2023赛季参加大东部大区足球联赛乙组（法国第七级别），其主场为圣于贝尔球场（Stade Saint-Hubert）。
塞扎讷香槟橄榄球俱乐部（Rugby Club Champenois Sézannais）是当地的一支橄榄球俱乐部，其主队2022至2023赛季参加区域性业余联赛。

### 环境
塞扎讷的环境事务由其所属的塞扎讷西南马恩市镇公共社区联合各级政府协调负责。2021年，塞扎讷境内暂无污染企业。

### 治安
2021年，塞扎讷市镇范围内有1处宪兵队。
塞扎讷及其附近的共196个市镇是埃佩尔奈国家宪兵队（zone gendarmerie de Épernay）的管辖范围。2020年，该宪兵队累计记录各类案件2,819起，其中盗窃类案件1,606起，经济类案件351起，毒品交易类案件60起。

## 文化

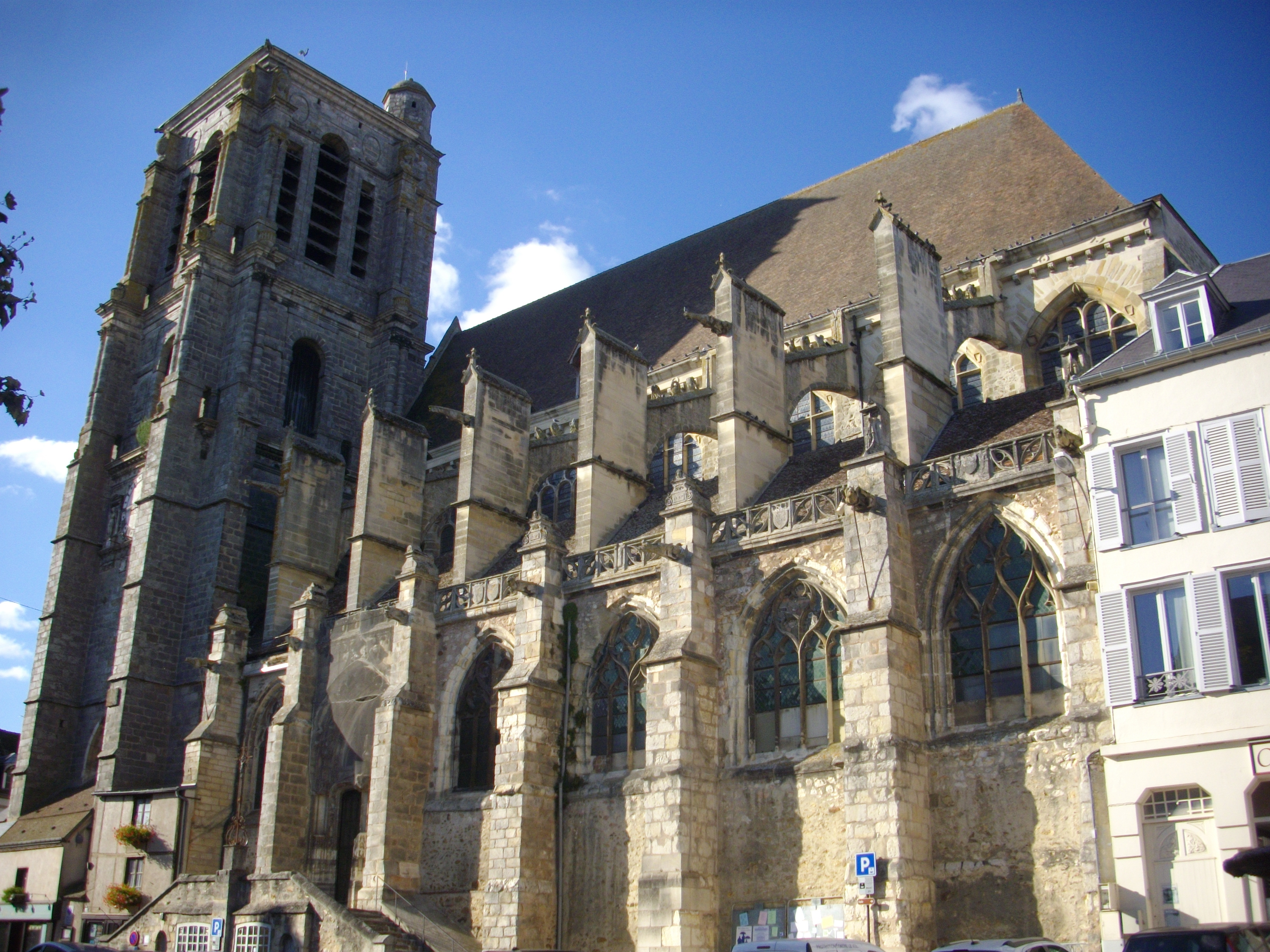
圣德尼教堂

2021年，塞扎讷境内有1家电影院。塞扎讷境内建有旧学会多媒体中心（Médiathèque de l'Ancien Collège），每周二至六向公众开放。

### 建筑
塞扎讷境内有多处历史建筑，其中镇中心的圣德尼教堂为法国国家文物保护单位。

### 旅游
塞扎讷的旅游事务由其所属的塞扎讷西南马恩市镇公共社区负责。2022年，塞扎讷境内共有2家酒店共计29间房间；另有1个露营地，可容纳共73辆露营车。

### 媒体
法国主要的媒体均可在塞扎讷接收，法国电视三台下属的大东部大区频道在部分时段播出塞扎讷所在马恩省的地方新闻。

## 相关人物
法国经济学家尼古拉-弗朗索瓦·卡纳尔、画家埃米尔·加斯特布瓦、将军阿尔弗雷德·布瓦索内、政治家雷蒙·马塞兰和足球运动员热拉尔·阿莱出生于塞扎讷。

## 友好城市
截至2023年5月，塞扎讷共与一座城市互为友好城市关系：
- 德国 马尔施